# 阿拉省
6°40′N 3°58′W / 6.667°N 3.967°W

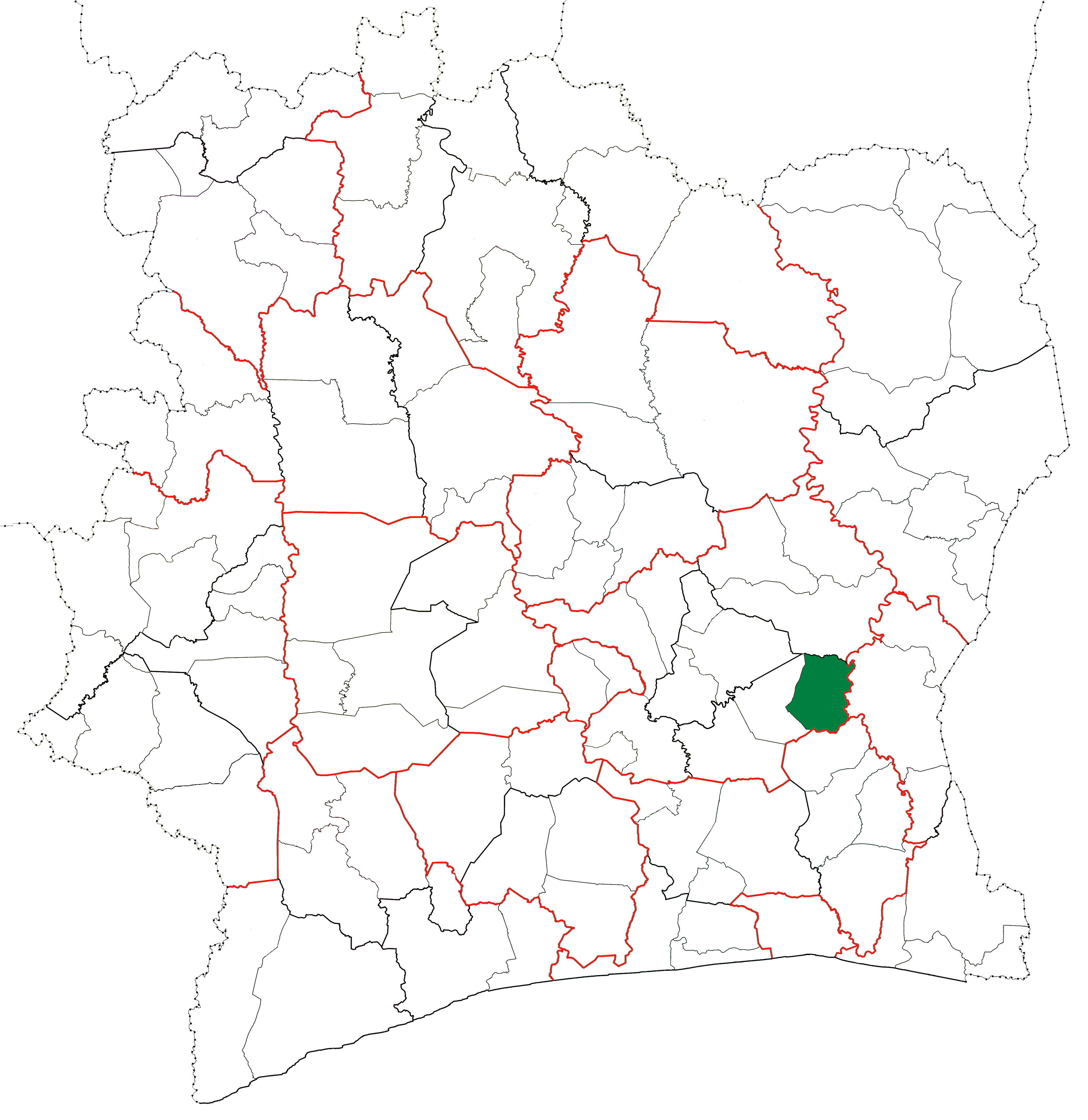

阿拉省（Arrah Department），是科特迪瓦的省份，位於該國中部湖泊區，由莫羅努大區負責管轄，西面是邦瓜努省，北面是伊富大區，該省份成立於2009年。